# Leichtathletik-Länderkampf der Männer 1932 Deutschland – Schweiz
| 2. Leichtathletik-Länderkampf mit deutscher Beteiligung 1932 | 2. Leichtathletik-Länderkampf mit deutscher Beteiligung 1932 |
| ------------------------------------------------------------ | ------------------------------------------------------------ |
|                                                              |                                                              |
| Ländervergleich der Männer: Deutschland – Schweiz            |                                                              |
| Austragungsort                                               | Weimar                                                       |
| Wettbewerbe                                                  | 15                                                           |
| Datum                                                        | 18. September 1932                                           |
| 1. GER 2. SUI                                                | 91 Punkte 47 Punkte                                          |
| Chronik                                                      |                                                              |
| ← GER-FRA (M)                                                | erster LK 1933:00 ENG-GER (F) →                              |

Im zweiten Vergleich des Leichtathletik-Länderkampfjahrs 1932 trafen die deutschen Sportler auf den seit 1921 alljährlichen Gegner Schweiz. Es war der insgesamt 26. deutsche Länderkampf und die zwölfte Begegnung mit den Schweizer Leichtathleten. Austragungsort war am 18. September die deutsche Stadt Weimar, die zum ersten Mal als Gastgeber eines solchen Ländervergleichs fungierte. Zu diesem Termin mussten wie schon in früheren Jahren zwei deutsche Nationalteams aufgestellt werden, denn parallel gab es das Aufeinandertreffen mit Frankreich in Düsseldorf. Teilnehmer waren in beiden Vergleichen nur die Männer. Deutschland setzte sich wieder sehr deutlich durch, ausnahmslos alle Disziplinen gingen an das deutsche Team. Der Endstand lautete schließlich 91 zu 47 Punkte.

## Modus
Die Regeln waren dieselben wie bei den vorangegangenen Aufeinandertreffen und wichen damit wie zuletzt ab vom Wertungssystem des parallel ausgetragenen Länderkampfs mit Frankreich. Jede Mannschaft trat in den Einzelwettbewerben mit je zwei Teilnehmern an. Die Sieger erhielten jeweils vier Punkte, die Zweitplatzierten jeweils drei und die Drittplatzierten je zwei Punkte. Die Athleten auf dem jeweils vierten Rang kamen noch mit je einem Punkt in die Wertung. In den beiden Staffeln brachte Platz eins drei Punkte und Platz zwei einen Punkt.

## Resultate

### 100 m
| Platz | Athlet             | Land | Zeit (s) |
| ----- | ------------------ | ---- | -------- |
| 1     | Erwin Gillmeister  | GER  | 10,9     |
| 2     | Helmut Körnig      | GER  | 11,0     |
| 3     | Max Vogel          | SUI  | 11,1     |
| 4     | Emmanuel Goldsmith | SUI  | 11,2     |

### 200 m
| Platz | Athlet             | Land | Zeit (s) |
| ----- | ------------------ | ---- | -------- |
| 1     | Erwin Gillmeister  | GER  | 23,0     |
| 2     | Helmut Körnig      | GER  | 23,6     |
| 3     | Max Vogel          | SUI  | 23,7     |
| 4     | Emmanuel Goldsmith | SUI  | 23,8     |

### 400 m
| Platz | Athlet          | Land | Zeit (s) |
| ----- | --------------- | ---- | -------- |
| 1     | Willi Pöschke   | GER  | 50,4     |
| 2     | Rudolf Klupsch  | GER  | 50,8     |
| 3     | Viktor Goldfarb | SUI  | 52,6     |
| 4     | Scherr          | SUI  | 61,2     |

### 800 m
| Platz | Athlet            | Land | Zeit (min) |
| ----- | ----------------- | ---- | ---------- |
| 1     | Hermann Engelhard | GER  | 2:02,6     |
| 2     | Georg Pochat      | GER  | 2:03,0     |
| 3     | Schwebel          | SUI  | 2:03,4     |
| 4     | Hans Schuler      | SUI  | 2:05,4     |

### 1500 m
| Platz | Athlet           | Land | Zeit (min) |
| ----- | ---------------- | ---- | ---------- |
| 1     | Erich Patzwahl   | GER  | 4:15,0     |
| 2     | Waldemar Hellpap | GER  | 4:15,4     |
| 3     | Walter Hänni     | SUI  | 4:20,0     |
| 4     | Eha              | SUI  | 4:22,4     |

### 5000 m
| Platz | Athlet             | Land | Zeit (min) |
| ----- | ------------------ | ---- | ---------- |
| 1     | Otto Kohn          | GER  | 16:12,2    |
| 2     | Francis Cardineaux | SUI  | 16:15,2    |
| 3     | Rudi Böhmert       | GER  | 16:20,2    |
| 4     | Wehrli             | SUI  | 16:37,2    |

### 110 m Hürden
| Platz | Athlet            | Land | Zeit (s) |
| ----- | ----------------- | ---- | -------- |
| 1     | Erwin Wegner      | GER  | 15,6     |
| 2     | Hermann Ruckstuhl | SUI  | 15,7     |
| 3     | Bernhard Thymm    | GER  | 15,9     |
| 4     | Rudolf Mägli      | SUI  | 16,9     |

### 4 × 100 m Staffel
| Platz | Besetzung       | Land                                                        | Zeit (s) |
| ----- | --------------- | ----------------------------------------------------------- | -------- |
| 1     | Deutsches Reich | Helmut Körnig Wolfgang Vent Erich Biebach Erwin Gillmeister | 43,7     |
| 2     | Schweiz         | Max Vogel Emmanuel Goldsmith Rudolf Mägli Guth              | 44,6     |

### 4 × 400 m Staffel
| Platz | Besetzung       | Land                                                    | Zeit (min) |
| ----- | --------------- | ------------------------------------------------------- | ---------- |
| 1     | Deutsches Reich | Rudolf Klupsch Georg Pochat Wolrad Eberle Willi Pöschke | 3:28,6     |
| 2     | Schweiz         | Viktor Goldfarb Schwebel Scherr Max Vogel               | 3:36,4     |

### Hochsprung
| Platz | Athlet             | Land | Höhe (m) |
| ----- | ------------------ | ---- | -------- |
| 1     | Walter Böwing      | GER  | 1,80     |
| 2     | Paul Riesen        | SUI  | 1,80     |
| 3     | Rudolf Eggenberger | SUI  | 1,75     |
| 4     | Wolf Boneder       | GER  | 1,75     |

### Stabhochsprung
| Platz | Athlet           | Land | Höhe (m) |
| ----- | ---------------- | ---- | -------- |
| 1     | Gustav Wegner    | GER  | 3,90     |
| 2     | Siegfried Schulz | GER  | 3,70     |
| 3     | Adolf Meier      | SUI  | 3,50     |
| 4     | Paul Stalder     | SUI  | 3,40     |

### Weitsprung
| Platz | Athlet         | Land | Weite (m) |
| ----- | -------------- | ---- | --------- |
| 1     | Erich Biebach  | GER  | 7,18      |
| 2     | Knopf          | GER  | 6,95      |
| 3     | Hermann Gesser | SUI  | 6,94      |
| 4     | Plüß           | SUI  | 6,62      |

### Kugelstoßen
| Platz | Athlet             | Land | Weite (m) |
| ----- | ------------------ | ---- | --------- |
| 1     | Emil Hirschfeld    | GER  | 15,44     |
| 2     | Ioannis Seraidaris | GER  | 14,26     |
| 3     | Spartaco Zeli      | SUI  | 13,44     |
| 4     | Werner Nüesch      | SUI  | 13,13     |

### Diskuswurf
| Platz | Athlet             | Land | Weite (m) |
| ----- | ------------------ | ---- | --------- |
| 1     | Emil Hirschfeld    | GER  | 42,65     |
| 2     | Ernst Bachmann     | SUI  | 40,05     |
| 3     | Ioannis Seraidaris | GER  | 39,65     |
| 4     | Arturo Conturbia   | SUI  | 38,21     |

### Speerwurf
| Platz | Athlet            | Land | Weite (m) |
| ----- | ----------------- | ---- | --------- |
| 1     | Gottfried Weimann | GER  | 64,48     |
| 2     | Wolrad Eberle     | GER  | 61,42     |
| 3     | von Arx           | SUI  | 54,16     |
| 4     | Jundt             | SUI  | 53,95     |